# Vatuboro
Vatuboro (Vatoboro, Fatuboro, Batuboro) ist ein osttimoresischer Suco im Verwaltungsamt Loes (Gemeinde Liquiçá). Bis zum 1. Januar 2024 gehörte der Suco zum Verwaltungsamt Maubara.

## Geographie

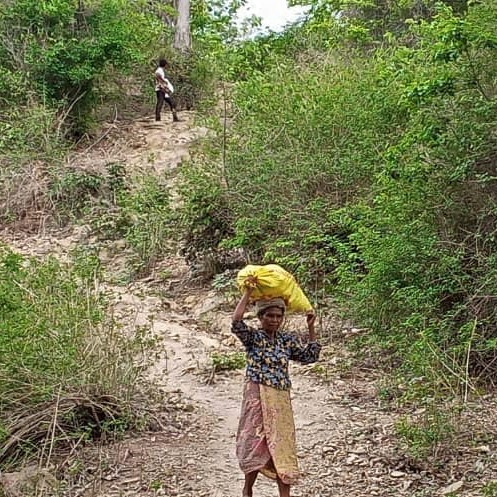
In Vaupu

Der Suco liegt im Westen des Verwaltungsamts Loes. Östlich befindet sich der Suco Gugleur und im Süden grenzt Vatuboro an das zur Gemeinde Bobonaro gehörende Verwaltungsamt Atabae mit seinen Sucos Aidabaleten und Rairobo. Im Westen und Norden liegt die Sawusee. Die Nordwestspitze bildet das Kap Ponta Carimbala, auf halbem Weg zur Grenze zu Aidabaleten liegt das Kap Ponta Vatuboro Ilo (Ponta Vatoboro Ilo). Im Norden entspringt im Grenzgebiet zu Gugleur der Baulu und folgt der Grenze bis zur Sawusee. Südlich vom Ponta Vatoboro Ilo liegen nah der Küste die Seen Lago Tokabalun und Lago Berau, die über mehrere Zuflüsse verfügen, die in Vatuboro entspringen. Die Südgrenze des Sucos bildet die Mündung des Lóis. Vor der Gebietsreform 2015 hatte Vatuboro eine Fläche von 48,36 km². Nun sind es 43,67 km². Die Grenze zu Gugleur wurde neu gezogen.
Die nördliche Küstenstraße, eine der wichtigsten Verkehrswege des Landes, folgt auch in Vatuboro weitgehend dem Küstenverlauf. Nur im Süden schwenkt sie weiter ins Landesinnere, um über eine Brücke den Lóis zu überqueren. Im Süden liegen die Dörfer Gulumanu, Reiglelu, Cai-Bair (Caibair), Varuleurai (Vatuleurai) und Leopalaka (Lepalaka). Nahe dem Lago Tokabaiun befinden sich die Orte Sabulau und Flarsima (Flarsirna), östlich davon das Dorf Kaibair. Im Norden liegen die Ortschaften Raeglelu (Raiglelu), Vaupu (Waupu), Vauviana (Vawinana), Tobau, Fasili und Kelisifo (Kelisifu). In Gulumanu gibt es eine Grundschule und in Leopalaka eine Präsekundär-Schule.
Im Suco befinden sich die fünf Aldeias Cai-Bair, Raeglelu, Sabulau, Tatamolobu und Vaupu.
Ab dem 1. Januar 2024 soll Vatuboro zusammen mit Guiço und Lissadila das neue Verwaltungsamt Loes bilden.

## Einwohner
Im Suco leben 3.274 Einwohner (2022), davon sind 1.668 Männer und 1.606 Frauen. Im Suco gibt es 634 Haushalte. Fast 86 % der Einwohner geben Tokodede als ihre Muttersprache an. Fast 11 % sprechen Tetum Prasa, kleine Minderheiten sprechen Kemak, Tetum Terik, Bunak, Idaté oder Mambai.

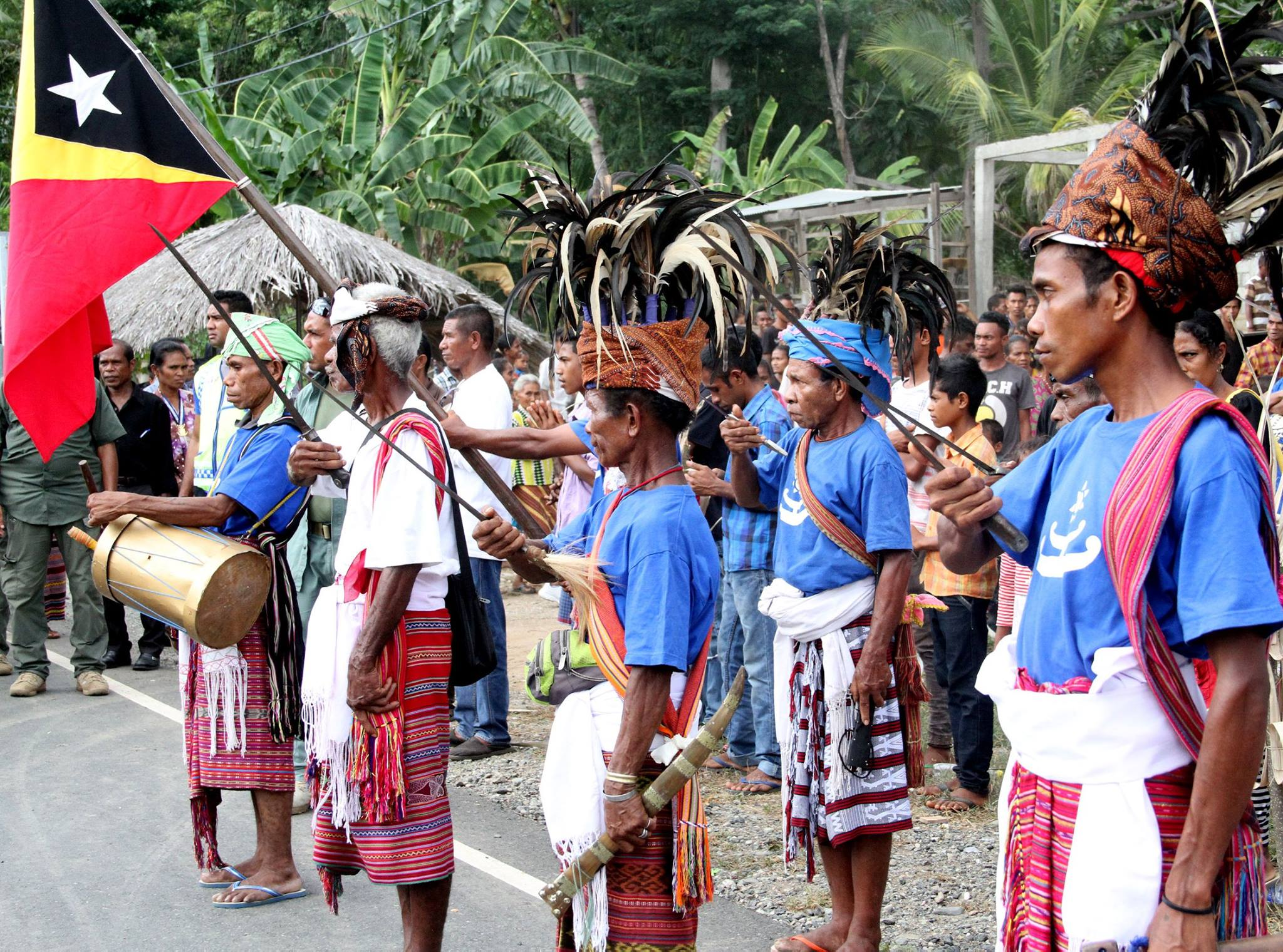
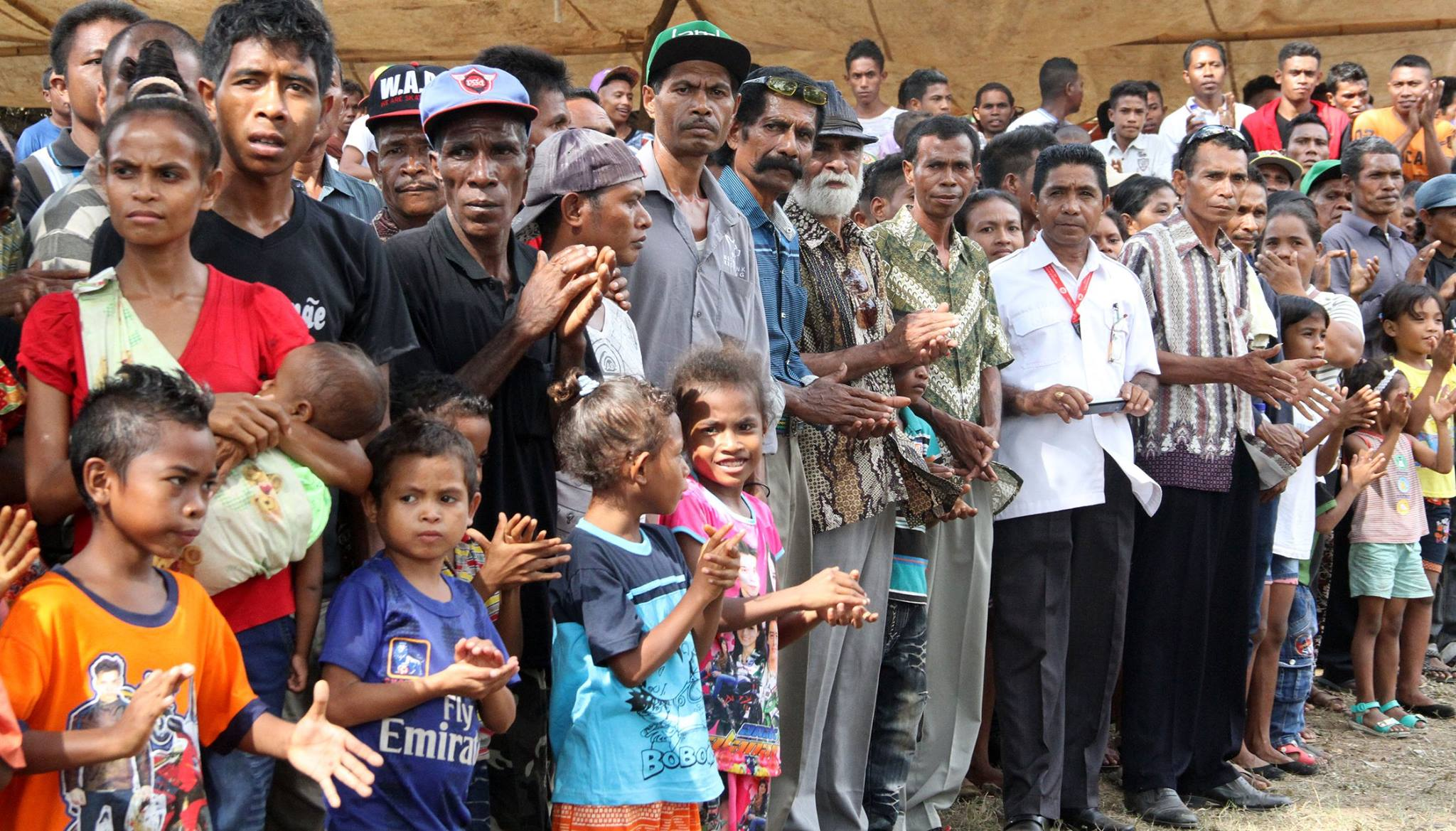
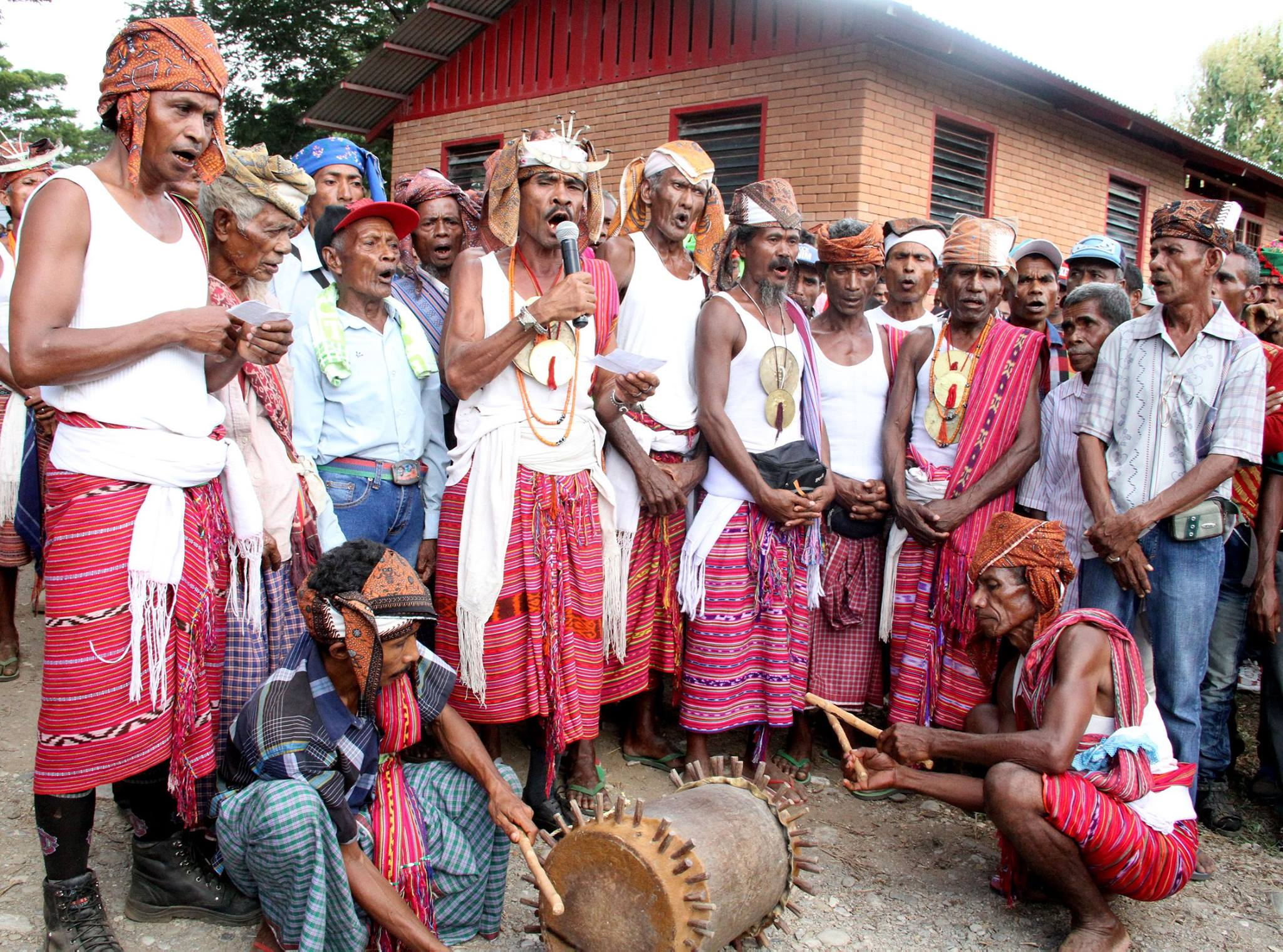
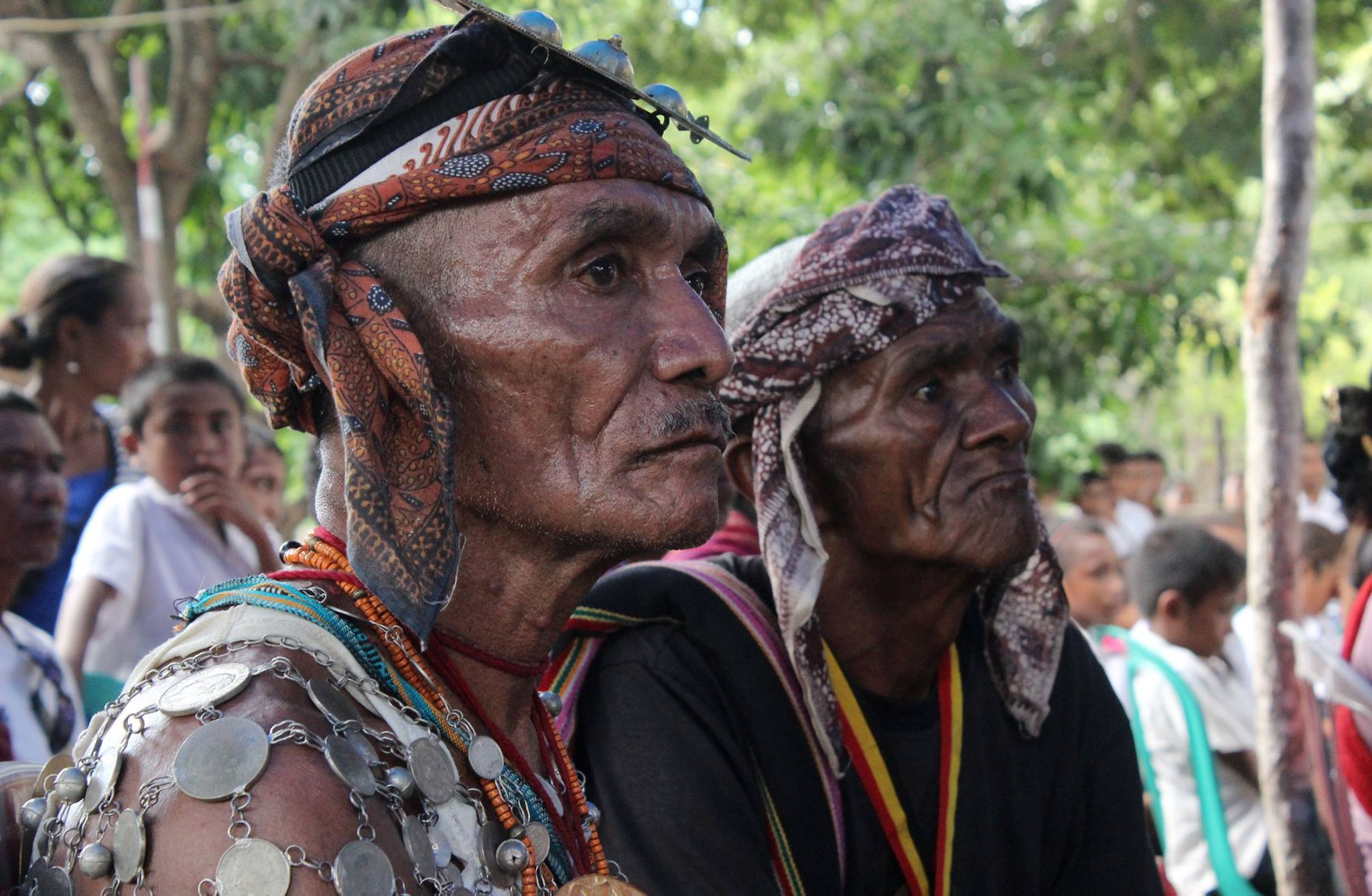

## Geschichte
1893 revoltierte das Reich von Maubara zusammen mit Atabae, gegen die Ausweitung der militärischen und administrativen Kontrolle Portugals. Der Liurai griff zwei portugiesische Militärposten in Dato und Vatuboro an und versuchte die Niederländer wieder als Schutzmacht zu gewinnen. Der Aufstand scheiterte.

## Politik
Bei den Wahlen von 2004/2005 wurde Roque do C. Lopes zum Chefe de Suco gewählt und 2009 in seinem Amt bestätigt. Bei den Wahlen 2016 gewann Julito dos Santos und wurde 2023 in seinem Amt bestätigt.
2023 wurden als Chefe de Aldeias gewählt: Olindo de Assis Soares (Cai-Bair), Clementino da S. Santos (Raeglelu), Leonardos Yohanes Alves (Sabulau), Manuel Barboza (Tatamolobu) und Natalino da Silva (Vaupu).